# 와흐지르 고개
와흐지르 고개 또는 바흐지르 고개는 와한 회랑의 동쪽 끝에 있는 힌두쿠시산맥과 파미르고원 사이 아프가니스탄-중국 국경에 위치한 고개이다. 현대에 아프가니스탄과 중화인민공화국 사이에서 통행할 수 있는 유일한 고개이다. 이 고개는 아프가니스탄 바다흐샨주의 와한 지구와 중화인민공화국 신장 위구르 자치구의 타슈쿠르간 타지크 자치현을 4,923 m (16,152 ft) 고도에서 연결한다. 2025년 기준으로, 이 고개에는 공식 국경 통과 지점이 없다. 3.5시간의 시차를 두고, 아프가니스탄-중국 국경은 다른 어떤 국제 국경보다 가장 급격한 공식 시간 변화를 보인다 (UTC+04:30 아프가니스탄에서 UTC+08:00, 중국으로). 중화인민공화국은 이 고개를 남와흐지르 고개(중국어: 南瓦根基达坂)라고 부르는데, 중국 쪽에 북쪽 고개가 있기 때문이다.

## 개요

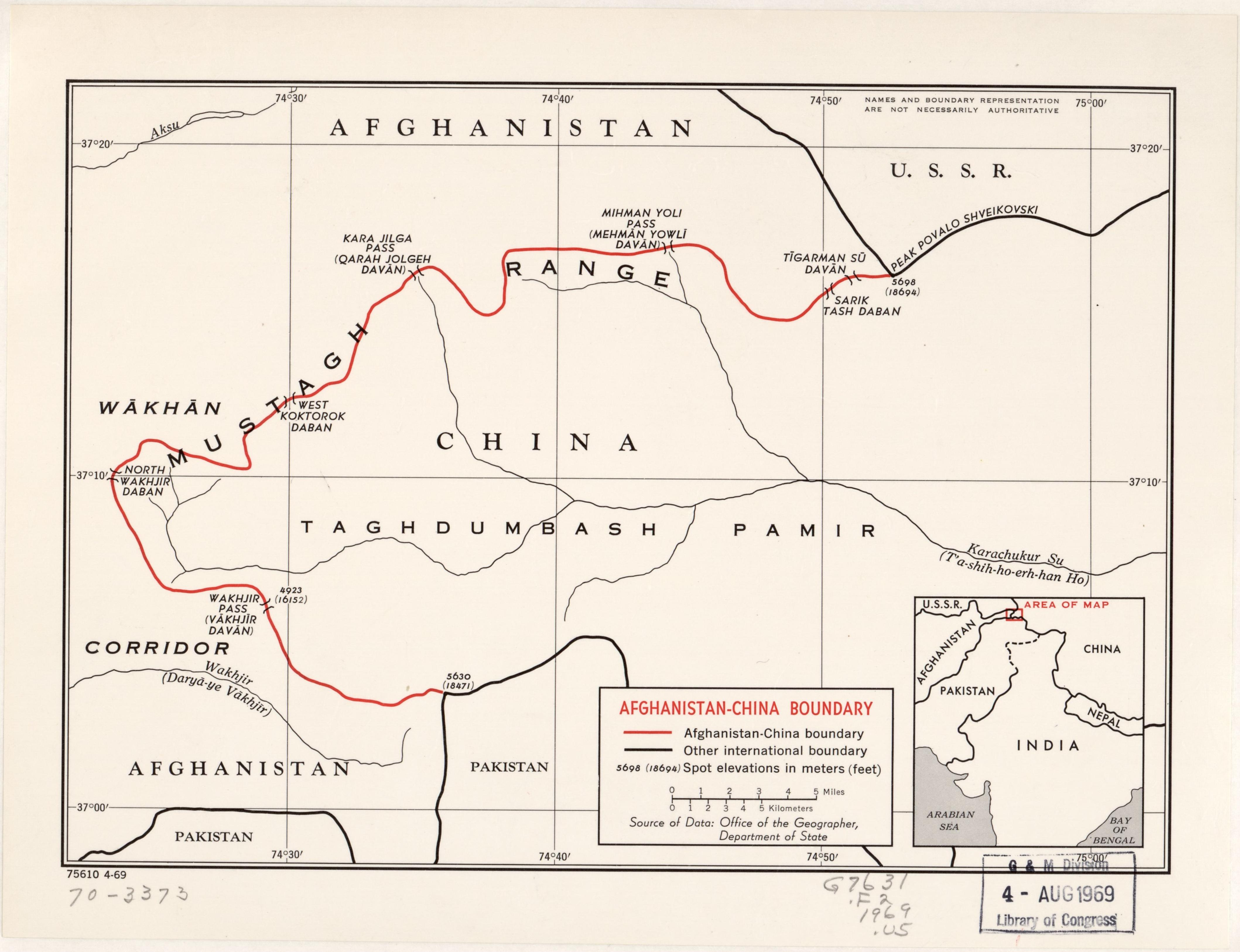
와흐지르 고개를 포함한 아프가니스탄-중화인민공화국 국경 지도(WAKHJIR PASS (VĀKHJĪR DAVĀN) 4923 (16152)로 표기됨) (1969)

고개를 가로지르는 길은 없다. 중국 쪽은 군인만 접근할 수 있다. 국경에는 92 km-long (57 mi)의 철조망이 설치되어 있으며, 고개에서 동쪽으로 20 km (12 mi) 떨어진 케케툴루케에 중국 국경수비대 초소가 있다. 2009년 여름, 중화인민공화국 국방부는 국경수비대 사용을 위해 국경에서 10 km (6.2 mi) 이내에 새로운 도로 건설을 시작했다. 이 도로는 타그둠바시 파미르를 거쳐 80 km (50 mi) 떨어진 카라코람 하이웨이로 이어진다. 중국 쪽 와흐지르 고개 동쪽 계곡은 찰라치구 계곡이다. 이 지역은 방문객에게 전적으로 폐쇄되어 있지만, 지역 주민과 목축업자는 접근이 허용된다. 중국인들은 이곳을 중국 내 와한 회랑의 일부로 부른다.
아프가니스탄 쪽에서는 고개에서 약 100 km (62 mi) 떨어진 곳에 있는 사르하드 (사르하드-에 브로길로도 알려짐)가 가장 가까운 주요 정착지이다. 고개 바로 아래 아프가니스탄 쪽에는 4,554 m (14,941 ft) 고도의 얼음 동굴이 있다. 이곳은 와흐지르강의 발원지이며, 와흐지르강은 결국 아무다리야강으로 흐른다. 따라서 이 동굴은 아무다리야강의 발원지로 주장된다. 파키스탄으로 가는 딜리상 고개는 약 20 km (12 mi) 떨어진 같은 계곡에 있다.
사르하드에서 바자이 곤바드를 거쳐 북동쪽 와흐지르 고개로 이어지는 도로 건설은 2023년 말에 시작되었다. 2024년 7월에 도로 건설이 완료되어 와흐지르 고개에 도달했다.

## 역사
전통적으로 이 고개는 최소 1년에 5개월 동안은 통행할 수 없으며, 나머지 기간 동안에는 불규칙적으로 통행이 가능하다. 지형은 매우 험난하지만, 아우렐 스타인은 고개 바로 앞 접근로는 "놀라울 정도로 쉽다"고 보고했다. 외국인의 성공적인 통행 기록은 거의 없다. 역사적으로 이 고개는 바다흐샨과 야르칸드 사이의 무역로였으며, 바자오르 상인들이 이용했다. 와흐지르 고개는 비단길의 일부이다. 중국 불교 순례자 현장이 서기 649년경 중국으로 돌아오는 길에 이 고개를 통해 여행했다고 여겨진다. 마르코 폴로는 파미르를 여행할 때 이 고개를 넘었다고 알려져 있지만, 고개의 이름을 직접 언급하지는 않았다. 예수회 사제 베네딕트 괴스는 1602년에서 1606년 사이에 와한에서 중국으로 건너갔다. 그 다음으로 오래된 기록은 19세기 후반 그레이트 게임 시기의 것이다. 1868년, 인도의 대삼각측량을 위해 일하던 미르자라는 판디트가 이 고개를 넘었다. 1874년에는 영국군 T.E. 고든 대위, 1891년에는 프랜시스 영허즈번드, 1894년에는 커즌 남작이 추가로 고개를 넘었다. 1906년 5월, 아우렐 스타인 경은 이 고개를 넘어 당시 연간 100마리의 조랑말 짐만 오가는 데 사용되었다고 보고했다. 그 이후 이 고개를 넘은 유일한 서양인은 1947년 H.W. 틸먼인 것으로 보인다.
1895년 영국과 러시아 간의 협정으로 이 고개는 중국과 아프가니스탄의 국경으로 확정되었지만, 중국과 아프가니스탄은 1963년이 되어서야 국경에 최종 합의했다.
최근에는 이 고개가 때때로 저강도 마약 밀수 경로로 사용되며, 아프가니스탄에서 생산된 아편을 중국으로 운반하는 데 사용되는 것으로 알려져 있다. 아프가니스탄은 경제적 이유 또는 탈레반 반란에 맞서는 대체 보급 경로로 와한 회랑의 국경을 개방해 달라고 여러 차례 중국에 요청했다. 그러나 중국은 회랑과 접해 있는 신장 서부 지역의 불안정으로 인해 이를 거부해 왔다. 2009년 12월 기준, 미국이 중국에 회랑 개방을 요청했다고 보도되었다.

## 기후
와흐지르 고개는 연중 춥거나 혹독한 날씨를 보이는 툰드라 기후 (쾨펜: ET)이며, 빙설 기후 (EF)의 특징을 지닌다. 가장 따뜻한 7월과 8월에도 기온은 영하를 약간 웃돈다. 연평균 기온이 −11.7 °C (10.9 °F)이므로 이 지역은 영구 동토층 지대에 속한다.
| Wakhjir Pass의 기후    | Wakhjir Pass의 기후 | Wakhjir Pass의 기후 | Wakhjir Pass의 기후 | Wakhjir Pass의 기후 | Wakhjir Pass의 기후 | Wakhjir Pass의 기후 | Wakhjir Pass의 기후 | Wakhjir Pass의 기후 | Wakhjir Pass의 기후 | Wakhjir Pass의 기후 | Wakhjir Pass의 기후 | Wakhjir Pass의 기후 | Wakhjir Pass의 기후 |
| 월                     | 1월                 | 2월                 | 3월                 | 4월                 | 5월                 | 6월                 | 7월                 | 8월                 | 9월                 | 10월                | 11월                | 12월                | 연간                |
| ---------------------- | ------------------- | ------------------- | ------------------- | ------------------- | ------------------- | ------------------- | ------------------- | ------------------- | ------------------- | ------------------- | ------------------- | ------------------- | ------------------- |
| 일일 평균 기온 °C (°F) | −26.8 (−16.2)       | −24.6 (−12.3)       | −18.8 (−1.8)        | −10.9 (12.4)        | −6.1 (21.0)         | −1.8 (28.8)         | 1.1 (34.0)          | 0.2 (32.4)          | −4.5 (23.9)         | −10.5 (13.1)        | −15.7 (3.7)         | −21.4 (−6.5)        | −11.6 (11.0)        |
| 평균 강수량 mm (인치)  | 8.5 (0.33)          | 12.5 (0.49)         | 13.5 (0.53)         | 31.3 (1.23)         | 19.6 (0.77)         | 20.6 (0.81)         | 15.4 (0.61)         | 18.5 (0.73)         | 10.7 (0.42)         | 7.9 (0.31)          | 9.8 (0.39)          | 6.9 (0.27)          | 175.2 (6.89)        |
| 출처: ClimateCharts    |                     |                     |                     |                     |                     |                     |                     |                     |                     |                     |                     |                     |                     |

## 같이 보기
- 테게르만수 고개
- 베이이크 고개
- 킬리크 고개
- 민타카 고개
- 중국-타지키스탄 국경
- 중국-파키스탄 국경

## 내용주
1. ↑  지도에서: "지명과 국경 표시는 반드시 공식적인 것은 아님"